# LG Shine (KE970)
De LG KE970 (ook wel bekend als LG ME970, LG CU720, LG KG70, of LG Shine) is een slider-style mobiele telefoon ontworpen door LG Electronics. Tijdens de eerste introductie in Azië werd de telefoon voorgesteld als de LG Cyon SV420, LG gaf de telefoon echter ook uit in Europa, Zuid-Amerika en delen van Noord-Amerika.

## Design
De LG KE970 is een slider-telefoon, met hoofdzakelijk als bediening het scrollwieltje. Het scherm van de Shine is 2.25-inch groot. Dit staat echter ook gelijk aan 240x320 pixels. Tevens bevat het scherm 256,000 kleuren, het scherm heeft eveneens een spiegel functie, als het scherm namelijk uitgaat is de spiegel duidelijk zichtbaar. De voorganger van de Shine was de LG Chocolate, deze telefoon had echter touch-screen knoppen, in de Shine zijn deze vervangen door harde knopjes.
In Nederland kennen we maar 1 versie van de Shine. In Noord-Amerika is echter ook een versie op de markt waarin in plaats van het scroll-wieltje er een soort iPod-achtige joystick op zit. In Canada is echter ook een Shine verkrijgbaar die ook een camera aan de voorkant heeft. Dit maakt onder andere het UMTS (videobellen) mogelijk.

## Functies
- Compleet metaal design
- Display, dat echter ook een spiegel is
- 2 megapixel autofocus camera met een Schneider-Kreuznach lens
- Scroll navigatie
- Ruimte voor een microSD memory card
- Mogelijkheid om Office documenten te bekijken

## Speciale Uitgaves

### Titanium Black Edition
In juli 2007 onthulde, LG Electronics een nieuwe Shine in de kleur "Titanium Black". De telefoon zelf bleef qua functies ongewijzigd, alleen de buitenkant was een complete make-over ondergaan. De LG Shine was naast in het zilver-metaal nu ook in het zwart met donkere metaal kleuren te verkrijgen.

### Roze & Goud edities
Later verscheen de telefoon ook nog in een roze en gouden variant. Wat de telefoon in 4 kleuren verkrijgbaar maakt: zilver, zwart,roze en goud.

## Prijzen
De LG Shine is met diverse prijzen onderscheiden:
- Red Dot Design Award - De LG Shine won in 2007 de 'Red Dot Design Award 2007'[2]

In 2007 waren er 2500 inzendingen uit 43 landen voor de 'product design prize' (en 623 wonnen).
- Shiny Awards 2007 - Beste Fashion Telefoon[3]